# Riječki zaliv
Riječki zaliv je najseverniji deo prostranijeg Kvarnerskog zaliva koji je najdublje uvučen u kopno. Na krajnjoj severnoj obali, u vrhu zaliva se nalazi grad Rijeka po kojem se i naziva, po veličini trećii grad na istočnoj obali Jadrana. 
Riječki zaliv zapadno omeđuje kopno kvarnerske Istra, tj. opatijska rivijera, severno rijeĉka obala (od Preluke do Rječine), severoistočo kopno zapadnog dela Hrvatskog primorja i ostrva Krk i Cres. U zaljev se ulazi iz Kvarnera (u užem smislu) kroz Vela vrata (ital. Canale di Faresina) izmrđu istarskog kopna i istarskog ostrva Cresa, iz Kvarnerića (ital. Quarnerolo) kroz Srednja vrata izmrđu ostrva Cres i Krka, te iz Vinodolskog kanala kroz Mala vrata ispod Ttitovog mosta koji spaja kopno sa ostrvom Krk. Duž obale zaliva prolazi Jadranski magistralni put (Jadranska magistrala), a od poznatih turističkih mesta od zapada prema istoku nalaze se Mošćenička Draga, Medveja, Lovran, Ika, Ičići Opatija, Rijeka, Kostrena, Bakar. Omišalj, Malinska i Njivice.
Među manjim zalivima ističu se Bakarski zaliv uz koji su se smjestili Bakar i Bakarac, te Omišaljski s lukom Omišalj i sidrištem Beli kamik te Preluka.